# Михайлова, Нина Николаевна
Нина Николаевна Михайлова (род. 11 февраля 1984 года) — российская спортсменка, заслуженный мастер спорта (подводное ориентирование).

## Биография
Занимается подводным ориентированием у К. И. Эгильского. Член сборной России. Многократный чемпион и призёр чемпионатов мира, Европы и России.